# Declaración de independencia de Azawad
La declaración de independencia Azawad, es la declaración de independencia del movimiento nacional de liberación del Azawad de la República de Malí para la creación del estado independiente de Azawad el 6 de abril de 2012 tras la rebelión de 2012, y una serie de rebeliones tuareg.

## Historia
Tras el regreso de varios cientos de soldados después de la Guerra de Libia de 2011 y la formación del Movimiento Nacional para la Liberación de Azawad, la insurgencia comenzó el 17 de enero con un ataque en la región de Kidal, cerca de la frontera con Argelia. Tras el golpe de Estado en Malí de 2012, los rebeldes hicieron nuevas incursiones para capturar a las tres más grandes ciudades de Kidal, Gao y Tombuctú, en tres días, respectivamente. En este punto, otras facciones se unieron a la lucha, incluyendo el Islamismo Ansar Dine y el movimiento por la unidad y la Yihad en África Occidental. A pesar de los informes de Ansar Dine tomando el control de la mayor parte de lo que fue capturado inicialmente por o con la ayuda de la MNLA, el grupo estableció su escrito sobre grandes zonas del territorio. Los pueblos tuareg también se había quejado de la marginación dentro de Malí, así como basado en los acuerdos anteriores para poner fin a las rebeliones tuareg los últimos fueron violados por Malí, un reclamo Malí lo niega. [cita requerida]

## Declaración de Independencia
El Secretario General de la MNLA, Bilal Acherif AG, firmaron la declaración en Gao, el sitio de los más grandes puesto de avanzada militar de Malí en el norte, el 6 de abril de 2012. Fue anunciado por Moussa ag Attaher en France 24.
La declaración fue emitida en la "voz del Movimiento Nacional para la Liberación de Azawad" en francés. La declaración se dice que se han emitido en consulta con el Comité Ejecutivo, el Consejo Revolucionario, el Consejo Consultivo, el Estado Mayor del Ejército de Liberación y las oficinas regionales. Asimismo, citó como archivo adjunto unilateral de razonamiento de Francia de la región de Malí.
El documento concluyó añadiendo que el nuevo estado declarado por el MNLA se reconocen las fronteras internacionales del Estado, a pesar de que haya dividido la Azawagh tradicional en varios estados de hoy en día, de conformidad absoluta con la carta de las Naciones Unidas, y un compromiso por el MNLA para establecer el "condiciones para una paz duradera "y crear las instituciones del Estado, de conformidad con una constitución democrática. Antes de "irrevocable" aclamando el Estado Independiente de Azawad, el documento pide al Comité Ejecutivo, que correría el país en el período de transición, para invitar a la comunidad internacional a reconocer de inmediato el nuevo Estado en aras de la "justicia y paz".

## Reacciones
El día antes de la declaración, el Ministerio de Relaciones Exteriores de Argelia dijo que una facción armada asaltaron el consulado de Argelia en el noreste de secuestro del cónsul y seis miembros del personal. Aunque Attaher calificó de "deplorable", dijo el MNLA fue junto con la acción a fin de no provocar muertes. La AFP también citó a una fuente militar maliense que decía que a lo mejor de la inteligencia del Ejército de Malí "la MNLA está a cargo de la nada por el momento... es Iyad [Ag Ghaly] que es el más fuerte y él está con AQMI". Su Ansar Dine dijo que era "contra las rebeliones. Estamos en contra de la independencia. no estamos en contra revoluciones en nombre del Islam".

## Países y Organismos supranacionales
- Unión Africana: La UA rechazó la declaración de independencia como "nula y de ningún valor" e hizo un llamamiento al resto del mundo que lo ignore.[5] La oficina de la UA presidente de la Comisión, Jean Ping, emitió una declaración que decía "hace un llamamiento a la comunidad internacional en su conjunto para apoyar plenamente esta posición de principios de África".

- Comunidad Económica de Estados de África Occidental: La CEDEAO declaró que "tomará todas las medidas necesarias, incluido el uso de la fuerza, para garantizar la integridad territorial" de Malí.[6] la CEDEAO anunció la preparación de una fuerza de intervención para 3000 personas para contener a los rebeldes y proteger la Constitución de Malí.[7]

- Unión Europea: El portavoz de la Representante de Asuntos Exteriores, Catherine Ashton, dijo que la UE respeta la integridad territorial de Malí. Richard zinc, representante de la UE en Bamako, dijo que era "fuera de toda duda" que la UE acepte la declaración.[8]

- Argelia: El primer ministro Ahmed Ouyahia dicho país vecino del norte Azawad nunca sería "aceptar cuestionar la integridad territorial de Malí". Sin embargo, también rechazó la intervención extranjera y abogó por una solución mediante el diálogo.[9]

- Canadá: Chris Day, un asesor del ministro, John Baird, de Relaciones Exteriores, declaró que la postura de Canadá sobre la independencia de Azawad. "No estamos en absoluto el reconocimiento de esta declaración. Estamos monitoreando de cerca los acontecimientos sobre el terreno".[10]

- Francia: El ministro de Defensa Gérard Longuet reaccionó diciendo: "Una declaración unilateral de independencia que no es reconocida por los estados africanos no tienen ningún significado para nosotros" el portavoz de la cancillería Bernard Valero dijo que la declaración era "nula y sin efecto". Afirmó el compromiso de Francia a la "integridad territorial de Malí".[11] En el otro lado Valero admitió que "las demandas de la población tuareg del norte son viejas y por mucho tiempo no había recibido las respuestas adecuadas y necesarias". Francia, sin embargo, también indicó que ofrecería ayuda militar a la fuerza de la CEDEAO dirigidas a la estabilización de Malí y los rebeldes que contiene.[7]

- Rusia: En una declaración el mismo día de la declaración, el enviado presidencial especial a África Mikhail Margelov rechazó la formación del Estado. "Prácticamente no hay posibilidades, esto es indudable, por la legitimación de un estado tuareg... Los países del Sahel, la CEDEAO y la UA no lo necesita. Estamos inequívocamente a la integridad territorial y la restauración de el orden constitucional en Malí".[12]

- Estados Unidos: Patrick Ventrell, un vocero del Departamento de Estado de los Estados Unidos declaró: "Rechazamos la declaración de la MNLA de independencia y reiteramos nuestro llamamiento para la integridad territorial de Malí" El Departamento de Estado también más tarde expresó su preocupación de que la separación sería "sólo agravan la problemas graves que desafían el estado de Malí".[13]